# 반관료제 혁명
반관료제 혁명(세르비아어: Антибирократска револуција)은 1988년에서 1989년 사이 유고슬라비아 내에서 세르비아의 지도자 슬로보단 밀로셰비치의 지지자들이 벌인 거리 시위 운동이다. 시위로 유고슬라비아의 보이보디나와 코소보 사회주의 자치주 등 2개 자치주와 몬테네그로 사회주의 공화국의 기존 정부가 붕괴되고 친 밀로셰비치 내각이 집권했으며 이로써 밀로셰비치가 유고슬라비아의 대통령직 위원회실 내 투표권에서 과반수의 지배적인 위치를 장악하는 데 성공했다.
"반관료제 혁명"이라는 명칭은 관료주의적이고 부패한 정치에 봉기를 일으킨다 주장한 시위대의 선언에서 비롯된 말이다.
친밀로셰비치 혁명은 유고슬라비아 서부의 공산주의 공화국(특히 슬로베니아와 크로아티아 공화국)은 격렬하게 반발하였고 자국 공화국 내 봉기 시도를 제압했으며 반 밀로셰비치 파로 돌아섰다. 또한 이 혁명은 1990년 유고슬라비아 공산주의자 동맹의 해체와 유고슬라비아의 붕괴, 유고슬라비아 전쟁의 발발로 이어졌다.
반관료제 혁명 당시 일어난 시위는 세르비아 내셔널리즘, 중앙집권화된 유고슬라비아, 경제적 자유주의, 친밀로셰비치 성향이었다.

## 배경
밀로셰비치는 1987년 9월 자신의 반대파인 이반 스탐볼리치가 이끄는 유고슬라비아 공산주의자 동맹의 세르비아 지부당을 장악했다. 그가 권좌에 오른 것은 코소보 내에서 세르브인과 알바니아인 사이 불온사태가 일어난 때와 같았는데, 당시 코소보 내의 세르비아인들은 알바니아인들과 알바니아인들이 지배하고 있는 코소보 자치정부가 억압하고 있다고 느끼고 있었다. 이런 민족 간 긴장은 세르비아 언론의 선동적인 보도로 더욱 고조되었다.
1974년 유고슬라비아 헌법에 따르면 세르비아 공화국의 두 자치주(보이보디나, 코소보)는 세르비아 중앙정부로부터 큰 독립을 보장받고 있었으며, 두 자치주 모두 유고슬라비아의 6개 구성 공화국과 대등하게 유고슬라비아 대통령직에 대통령을 선출하는 투표권을 가지고 있었다. 사실상 자치주의 지위는 코소보와 보이보디나의 지방 지도부가 실질적으로 독립적인 정책을 가질 수 있게 해주었으며 다른 공화국들과 그 지위를 거의 맞먹었다.

## 전개
1986년 2월부터 대규모 시위가 시작되어 베오그라드와 코소보에서 여러 차례 세르브계 코소보인이 모여 코소보 사태의 해결을 촉구하였다. 초기 시위는 백여명에서 5천여명에 달하는 소규모 시위였으며 대부분은 개별 민족이 사건에 대해 반응하는 정도였다. 가장 큰 규모의 시위는 1987년 4월 코소보 폴레에서 2만여명이 모인 시위였다.
1988년 하반기부터 시위가 격화되기 시작하였다. 1988년 6월에는 즈마이 공장 노동자들이 5천명이 모여 시위를 열었고, 7월에는 7개 마을에서 수만 명의 시위대가 모이기 시작하더니 8월에는 10개 마을에서 10만 명의 시위대가 조직되기 시작하였다. 9월에는 39개 마을에서 40만명 이상이 시위를 벌이기 시작했다.

### 보이보디나
1988년 10월 5일, 노비사드에서 약 15만명이 보이보디나 자치 정부에 항의하는 시위를 열었다. 이 시위는 하루 전 인근 도시인 바치카팔란카에서 시작되어 시위대가 노비사드로 이동하며 확대되었다. 바치카팔란카의 시위대는 헝가리계 세르비아인이자 공산당 중진 관료인 미할 케르테스가 주도했는데 그는 "헝가리인인 나조차 세르비아를 두려워하지 않는데, 어떻게 세르브인이 세르비아를 두려워하지 않겠는가?"라는 말을 남기기도 했다.
자치정부 수반이었던 밀로반 쇼고로브, 보슈코 크루니치, 지반 베리사블레비치는 시위에 큰 반응을 보였다. 시위 이전까지는 보이보디나의 기존 입장을 고수하면서도 헌법 개정에는 신중한 지지를 보이며 밀로셰비치와 타협하고 협상하러 노력했다. 하지만 베오그라드의 조직적인 언론 동원으로 자치정부 주요 수뇌부를 권력에 굶주린 권력욕자(фотељаши)이자 자치주의자(аутономаши)라고 몰아세웠다.
보이보디나 정부는 시위대를 향한 전기와 수도 공급을 중단했는데 이는 시위대의 반응을 격화시켰고 노비사드와 인근 마을의 시위대가 더 확대되었다. 상황이 회복되자 정부는 뒤이어 시위대를 격려하기 위해 시위대에게 빵과 요구르트를 주었지만, 수천 개의 요구르트를 시위대가 보이보디나 자치의회 건물로 던져버렸다. 그래서 일부는 보이보디나의 시위를 "요거트 혁명"이라고 부르기도 한다.
10월 6일 보이보디나 자치정부의 전 내각 구성원이 사퇴하였고 보이보디나 자치정부 내각은 친밀로셰비치파인 네델코 시포바츠, 라도반 판코브, 라도만 보조비치가 집권하였다. 유고슬라비아 공산주의자 동맹 보이보디나 자치주 대표인 보슈코 크루니치도 사임하고 스탄코 라드밀로비치가 이어받았으며, 보이보디나 공산주의자 동맹 중앙위원회 위원장인 밀로반 쇼고로브도 사임하고 보고사브 코바체비치가 이어받았다.

### 우슈체 행진
1988년 11월 19일, 베오그라드의 우슈체(사바강과 다뉴브강이 만나는 지점)에서 거대 집회가 열렸다. 유고슬라비아 국영 언론에서는 100만명이 모였으며 다른 증언에서는 대략 10만명이 모였다고 보고 있다. 우슈체 집회는 "모든 집회의 어머니"라고 불리며 세르비아 전역의 사람들이 대중교통이나 공장 버스를 타고 한꺼번에 몰려들었다. 우슈체 행진에 참여한 밀로셰비치는 세르비아가 확약했던 유고슬라비아의 자유와 세르브인 평등 원칙을 말하며 코소보 사태에서 세르브인이 승리할 것이라고 연설하였다. 아래는 밀로셰비치의 연설 일부이다.
우리는 국내외의 방해를 뛰어넘어 코소보의 전쟁에서 승리할 것입니다. 국내의 적이 외국의 적과 합세하여 공격할지라도 우리는 승리할 것입니다. 이 나라가 자유를 위한 전쟁에 승리할 것이라는 것은 저 터키와 독일 정복자에게도 잘 알려질 것입니다.

### 몬테네그로
1988년 8월 20일 티토그라드에서 세르브계 코소보인과 몬테네그로계 코소보인을 지지하는 첫 집회가 열리며 언론도 같이 동원되었다. 당시 몬테네그로 공산주의자 동맹 지도부는 코소보를 보호하고 있다며 옹호하고 있었지만 밀로셰비치 지지자들에게는 직접적인 지원을 자제하던 행동이 좋지 않다고 여겨졌다.
1988년 10월 7일 주타 그레다에서 몬테네그로 내각의 총사퇴를 요구하는 집회에 몬테네그로 경찰이 개입하면서 혁명으로 분화하기 시작했다. 시위에 대처하기 위해 몬테네그로 지도부는 비상사태를 선언했다. 하지만 몬테네그로 내 밀로셰비치 지지층과 친밀로셰비치에게 통제받는 언론이 비상사태를 세르비아에게 적대하는 행동으로 규정하면서 비상사태 자체가 며칠 되지 않아 다시 해제되었다.
혁명 2막은 몬테네그로 대학교의 학생과 국영 공장인 라도예 다키치 노동자의 합동 집회가 주가 되었다. 1989년 1월 10일에는 티토그라드에서 1만명 이상의 시위대가 집결했다. 혼란에 빠진 구 지도부는 곧 항복하며 내각 전체가 총사퇴를 발표하였다. 모미르 불라토비치, 밀로 주카노비치, 스베토자르 마로비치로 구성된 젊은 층의 신 지도부는 밀로셰비치와 강력한 유대관계를 맺고 협력하겠다고 선언했다. 몬테네그로 공산주의자 동맹은 이후 몬테네그로 사회주의자민주당으로 개편되어 몬테네그로 사회주의 공화국을 완전히 장악하였고 2020년 몬테네그로 총선 시기까지 몬테네그로의 수권정당으로 활약했다.

### 코소보 자치권 축소
코소보의 지도부를 맡았던 아젬 블라시와 카추샤 야샤리는 1988년 11월 해임당했다. 알바니아계 코소보인들은 불안감을 느꼈고 1989년 2월 코소보 광부 총파업을 기점으로 알바니아인의 총파업에 돌입하였다. 한편 2월 28일 베오그라드에서는 "무기를 원한다", "블라시를 체포해라"라는 세르브인의 대규모 집회가 열렸고 집회 사흘 뒤 아젬 블라시가 체포되었다.
1989년 초 세르비아 의회에서 당시 SR 세르비아 내에 있던 자치주인 SAP 코소보의 자치주 지위를 매우 줄이는 헌법 개정안이 제안되었다. 알바니아계 코소보인들은 자치권 약화 움직임에 저항해 대규모 시위를 벌였으나, 1989년 3월 최종 단계인 코소보 의회의 헌법 개정안 비준을 앞두고 유고슬라비아 경찰이 비준을 반대하는 알바니아계 코소보인 240명을 법적 절차 없이 구금하였다.
1989년 3월 23일 코소보 의회의 알바니아계 의원은 헌법 개정안 비준 투표를 거부했지만 개정안 통과 정족수인 2/3를 넘지 못했음에도 비준이 가결되었음이 선포되었다. 3월 28일에는 세르비아 의회에서도 헌법 개정안이 통과되었다.

### 가지메스탄 행진
1989년 6월 28일에는 코소보 가지메스탄에서 대규모 집회가 열렸으며, 폴리티카에서는 최대 2백만명이 집회에 참여했다고 보고 있다.

### 북쪽 조치
1989년 12월에는 슬로베니아 사회주의 공화국의 수도인 류블랴나에서 "진실의 행진"(슬로베니아어: Miting resnice)이 조직되었으나 "북쪽 조치"(Action North)라는 이름으로 슬로베니아 경찰이 크로아티아 경찰과 합세하여 행진을 진압하였다. 이 북쪽 조치는 슬로베니아 내에서 슬로베니아 독립파들이 밀로셰비치 지지자들의 행동을 막은 최초의 행동으로 본다. 이 조치에 참여한 슬로베니아 경찰은 나중에 참전용사 조직을 별도로 조직하였다.

## 여파
반관료제 혁명은 유고슬라비아 대통령직의 권력 균형에 영향을 미쳤다. 세르비아의 보리사브 요비치(당시 대통령직 의장), 몬테네그로의 네나드 부친, 보이보디나의 유고슬라브 코스티치, 코소보의 리자 사푼지우가 한 투표 블록으로 뭉쳐 움직이기 시작했다. 밀로셰비치는 연방 대통령직에 영향력을 행사하기 위해서는 추가적인 공화국 투표권이 필요했기 때문에 지방자치의 축소 자체는 의도적이었으나 지방 공화국 자체의 폐지는 의도하지 않았던 것으로 보고 있다.
1990년 8월 크로아티아 의회는 통나무 혁명의 여파로 유고슬라비아 대통령직의 크로아티아 대표를 스티페 슈바르에서 스체판 메시치로 바꿨지만 세르비아측의 항의로 1990년 10월이 되어서야 의석에 앉게 되었다. 이후 메시치는 1991년 3월 유고슬라비아 인민군이 계엄령 발령을 요구했을 때 마케도니아의 바실 투푸르코프스키, 슬로베니아의 야네스 드르노브셰, 보스니아 헤르체고비나의 보기치 보기체비치 대표와 함께 비상사태 선포 요구를 거부하였다.

## 같이 보기
- 1991년 베오그라드 시위
- 1996-1997년 세르비아 시위
- 불도저 혁명

## 참고 문헌
- Branka Magaš (1993). 《The Destruction of Yugoslavia: tracking the break-up 1980–92 (pp 165–170)》. Verso. ISBN 978-0-86091-593-5.
- Krieger, Heike (2001). 《The Kosovo Conflict and International Law: An Analytical Documentation 1974-1999》. Cambridge University Press. ISBN 9780521800716.
- Anderson, Kenneth (1990). 《Yugoslavia, Crisis in Kosovo: A Report from Helsinki Watch and the International Helsinki Federation for Human Rights》. Human Rights Watch. ISBN 9780929692562.
- Jović, Dejan (2008). 《Yugoslavia: A State that Withered Away》. Purdue University. ISBN 9781557534958.
- Crampton, R. J. (2013). 《The Balkans Since the Second World War》. Routledge. ISBN 9781317891161.
- Milosavljević, Olivera (2003). 〈Antibirokratska revolucija 1987-1989. godine〉.   Graovac, Igor; Fleck, Hans-Georg. 《Dijalog povjesničara – istoričara 8, Zadar》 (PDF) (세르비아어). Zagreb, Croatia: Political Science Research Centre Ltd. (PSRC) for Scientific Research Work / Zaklada Friedrich-Naumann. ISBN 953-6922-06-1. 2007년 9월 28일에 원본 문서 (PDF)에서 보존된 문서. 2013년 2월 23일에 확인함.